# Fosforodiamidato de fenilo
El fosforodiamidato de fenilo es un compuesto organofosforado con la fórmula C6H5OP(O)(NH2)2. Es un sólido blanco que se utiliza como inhibidor de la ureasa,una enzima que acelera la hidrólisis de la urea. De esta manera, el fosforodiamidato de fenilo mejora la eficacia de los fertilizantes a base de urea. Es un componente de la tecnología de fertilizantes de liberación controlada.
En términos de su estructura molecular, el fosforodiamidato de fenilo es una molécula tetraédrica relacionada estructuralmente con la urea, de ahí su función inhibidora. Es un derivado del cloruro de fosforilo.